# Derek Boogaard
Derek Boogaard (23 de junio de 1982 - 13 de mayo de 2011) fue un extremo izquierdo profesional canadiense de hockey sobre hielo. Jugó durante 6 temporadas en la Liga Nacional de Hockey (NHL) para los Minnesota Wild y los New York Rangers. Era conocido por ser un ejecutor y por su juego físico, lo que le valió los apodos de "Boogeyman" y "The Mountie".
Fue encontrado muerto en su apartamento de Minneapolis el 13 de mayo de 2011. Sólo tenía 28 años.

## Otros sitios web
- Página del jugador de la NHL de Derek Boogaard

- Datos: Q561882
- Multimedia: Derek Boogaard / Q561882